# La Campa l'Abeduriu

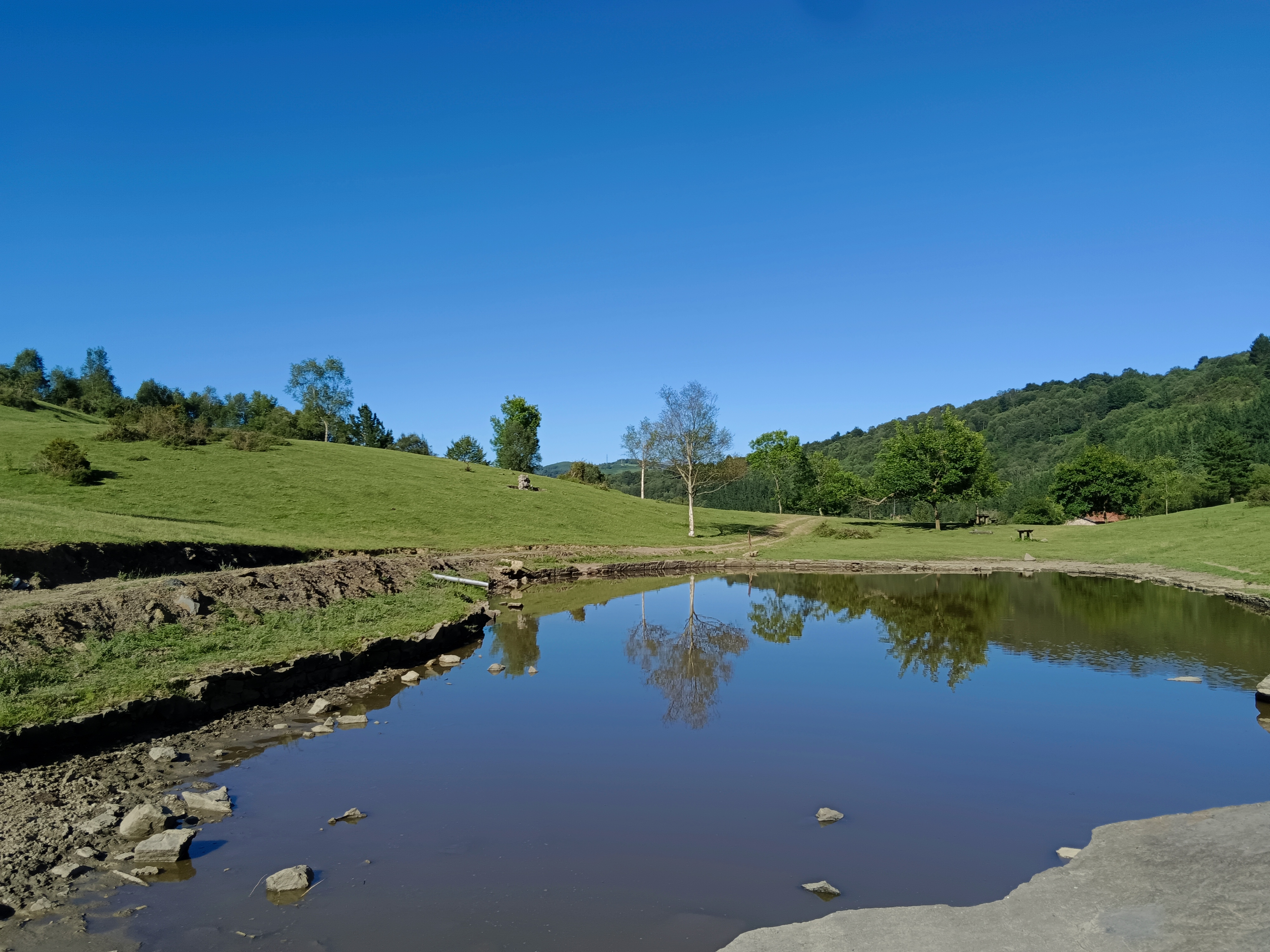
Llacuna

La Campa l'Abeduriu, també coneguda com a Campa l'Abedul és una antiga explotació de carbó d'hulla a cel obert situada a la parròquia de Llinares, al conceyu asturià de Samartín del Rei Aurelio (Espanya).

## Descripció
L'empresa pública Hunosa va començar els anys 80 a explotar mines a cel obert a municipis com Llangréu i Samartín del Rei Aurelio. Entorn de l'any 2000 aquestes mines van començar a perdre activitat i van ser tancades, per la qual cosa HUNOSA va optar per posar en pràctica la regeneració natural de les mateixes a través de la creació de pastures o plantacions agrícoles. En el cas de l'Abeduriu es va optar per construir una àrea recreativa, que se situa a escassos quilòmetres de la localitat minera del Lliuro.

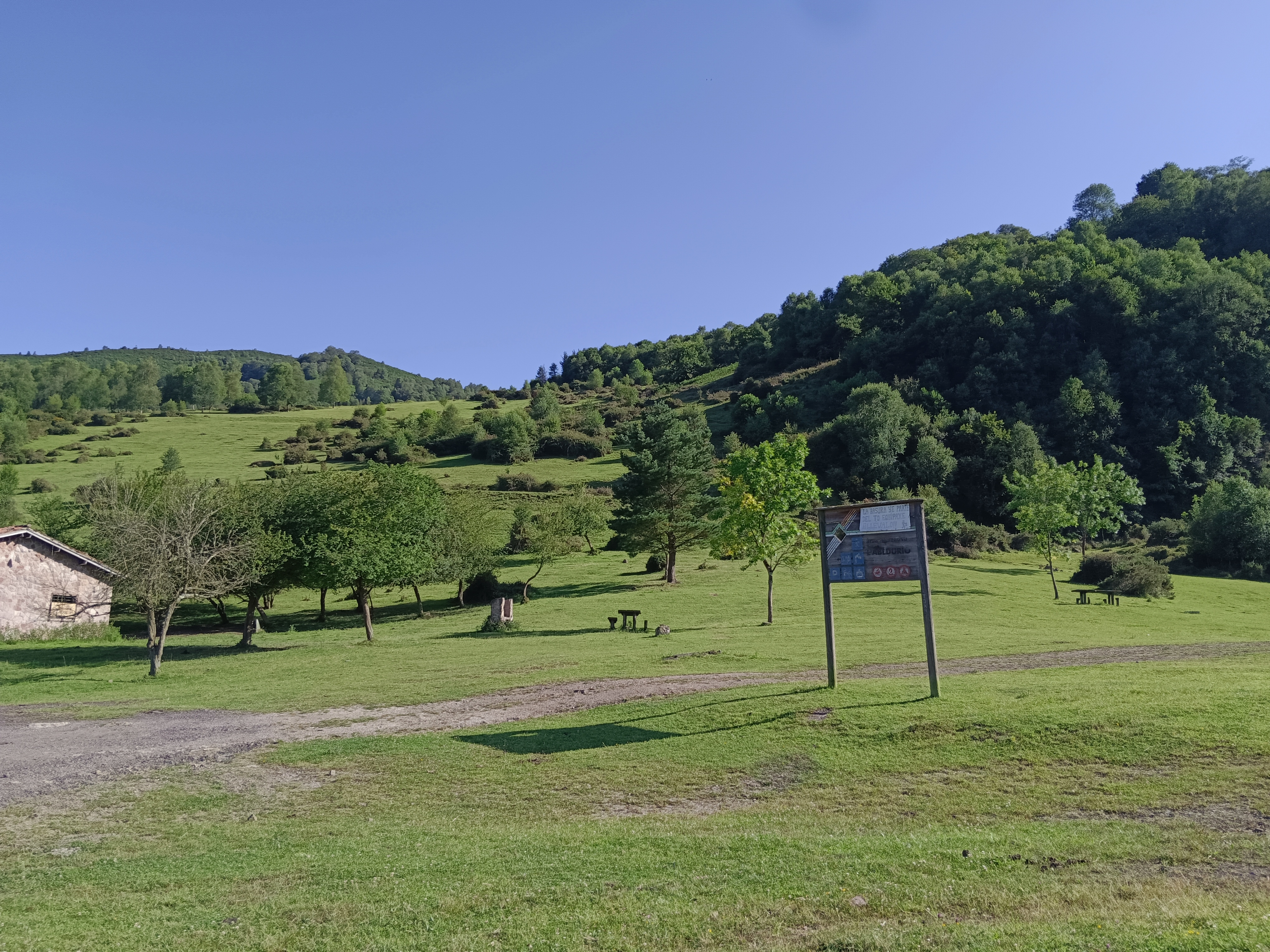
Àrea recreativa

L'àrea destaca pel gran tall encara present al qual es va sotmetre la muntanya per a extracció de carbó, formant un barranc. Compta a més amb dues petites llacunes fruit de l'antiga activitat minera. Està permesa la pastura de bestiar boví i equí, i en la zona són habituals un altre tipus de mamífers com les cabres, i diferents espècies arbòries com pruneres o pins. L'entorn compta amb una petita capella construïda el 1994 i refugis per a animals. Es troba a més de 500 metres d'altura sobre el nivell de la mar. En els últims anys es van proposar més usos per a l'espai, com un restaurant, rocòdrom, aula didàctica, etc. encara que cap d'ells no ha vist la llum. A la zona s'hi celebra anualment un trail.